# Wołodymyr Sydorenko
Wołodymyr Sydorenko (ukr. Володимир Сидоренко, ros. transkrypcja Władimir Sidorenko; ur. 23 września 1976 w Enerhodarze) – ukraiński bokser, były zawodowy mistrz świata organizacji WBA w kategorii koguciej (do 118 funtów), brązowy medalista Igrzysk Olimpijskich w Sydney.
Brat bliźniak Walerija, także boksera.

## Kariera amatorska
Jest dwukrotnym mistrzem Europy. W 1998 na mistrzostwach Europy w Mińsku w drodze do finału pokonał kolejno Polaka Daniela Zajączkowskiego, Agasi Ağagüloğlu i Ramaza Gazashviliego, a w finale wygrał z Ilfatem Raziapowem w stosunku 5:0. Dwa lata później na mistrzostwach Europy w Tampere obronił złoty medal pokonując Halila Ibrahima Turana, Sewdalina Christowa i Bogdana Dobrescu.
W tym samym roku wystąpił też na igrzyskach olimpijskich w Sydney, gdzie zdobył brązowy medal, pokonując takich pięściarzy jak Daniel Ponce de León, Omar Andrés Narváez czy Polak Andrzej Rżany. W półfinale przegrał z późniejszym złotym medalistą, Wijanem Ponlidem.
Rok później zdobył srebrny medal na mistrzostwach świata w Belfaście. Podczas 13 lat amatorskiej kariery odniósł 290 zwycięstw i tylko 20 porażek.

## Kariera zawodowa
Pierwszy zawodowy pojedynek stoczył w listopadzie 2001. W maju 2004 wygrał decyzją większości na punkty z przyszłym mistrzem świata IBF, Josephem Agbeko. Pięć miesięcy później w pojedynku eliminacyjnym WBA wygrał na punkty z byłym mistrzem świata tej organizacji w czterech różnych kategoriach wagowych, Leo Gamezem. 26 lutego 2005 zdobył wakujący tytuł mistrza świata WBA w kategorii koguciej, pokonując na punkty tymczasowego mistrza w tej kategorii, Julio Zarate. W 2005 stoczył jeszcze jeden zwycięski pojedynek – pokonał Jose de Jesusa Lopeza.
11 marca 2006 zaledwie zremisował z Ricardo Cordobą, utrzymał jednak swój pas mistrzowski. W drugiej i ostatniej walce w 2006 roku pokonał Poonsawata Kratingdaenggyma. W 2007 roku stoczył kolejne dwie walki. Najpierw 17 marca ponownie zremisował z Cordobą, a trzy miesiące później znokautował w siódmej rundzie Francuza Jerome Arnoulda.
Rok 2008 zaczął od zwycięstwa na punkty z Japończykiem Nobuto Ikeharą. Walka odbyła się 10 stycznia w Osace. W kolejnej walce, 31 maja tego samego roku, przegrał na punkty z Anselmo Moreno i stracił swój mistrzowski tytuł.
Po tej porażce przez rok pozostawał nieaktywny. 2 maja 2009 roku zmierzył się z Moreno w walce rewanżowej i ponownie przegrał na punkty, tym razem po niejednogłośnej decyzji sędziów. 28 sierpnia 2010 roku pokonał na punkty Mbwanę Matumlę. W grudniu tego samego roku został znokautowany w czwartej rundzie przez Nonito Donaire. Była to jego ostatnia walka w karierze.